# Notocerastes blackburni
Notocerastes blackburni is een keversoort uit de familie somberkevers (Zopheridae). De wetenschappelijke naam van de soort werd in 1926 gepubliceerd door Carter.